# Husa labutí

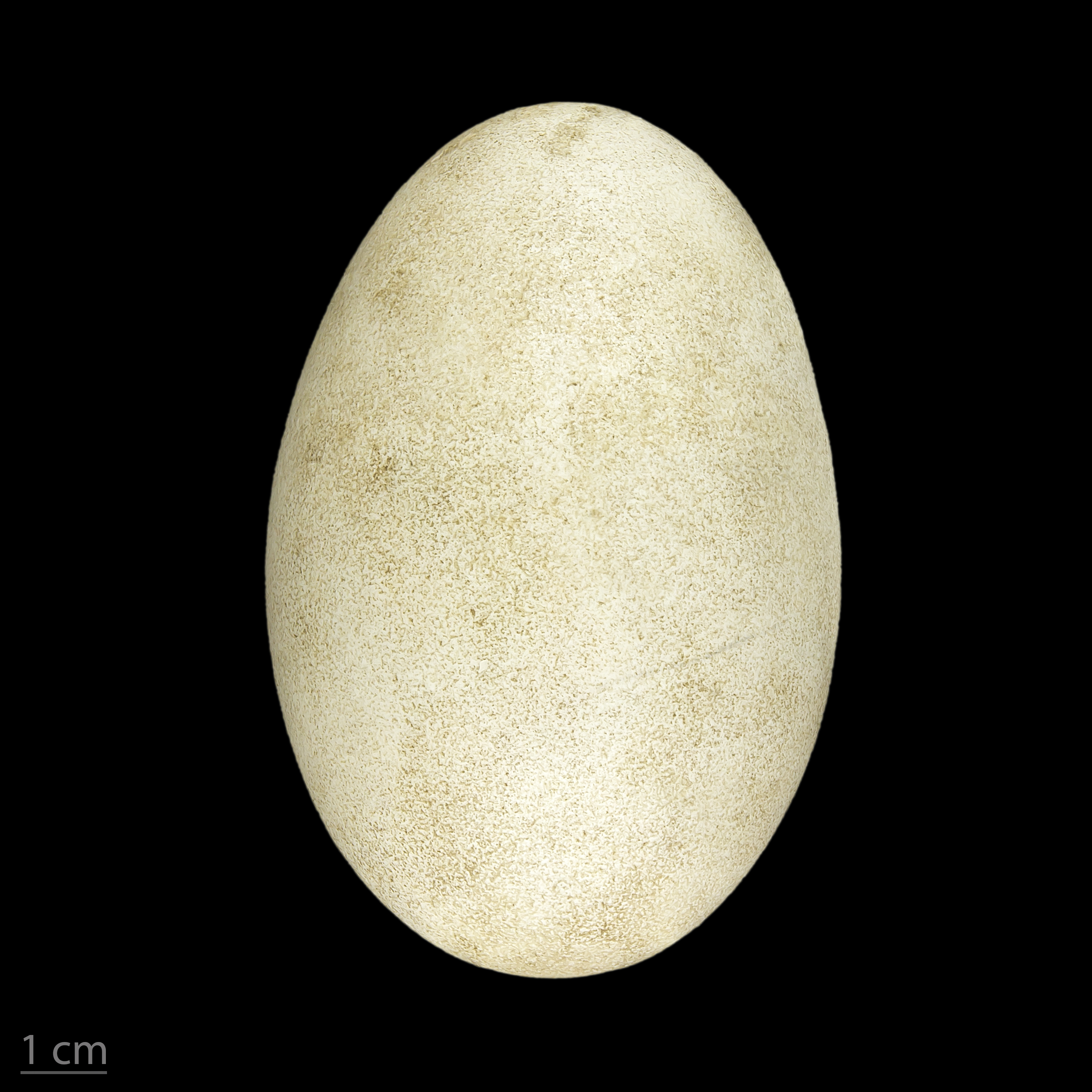
Anser cygnoides

Husa labutí (Anser cygnoides) je druh husy volně žijící v některých částech Asie, především na území Mongolska a na severu Číny. Výjimečně je najdeme i v Laosu. Do Evropy byla dovezena v první polovině 20. století a vysazována jako lovný pták. V Asii už tisíciletí domestikována. Vhodným prostředím pro husu labutí je step nebo tajga v blízkosti zdroje pitné vody. IUCN označuje tento druh jako zranitelný.

## Popis
Samec váží až 3,5 kilogramu, samice 2,8-3,3 kilogramu. Rozpětí křídel je až 162 centimetrů. Barva peří hnědá a bílá. Hnízdění začíná na konci dubna až v květnu. Husa snáší 5 až 8 vajec, inkubační doba je 28 dní.